# Teliana Pereira
Teliana Pereira (* 20. Juli 1988 in Águas Belas) ist eine brasilianische Tennisspielerin.

## Karriere
Pereira, die im Alter von neun Jahren mit dem Tennissport begann und Hartplätze bevorzugt, spielte zunächst überwiegend auf dem ITF Women’s Circuit. Sie gewann bislang 22 Einzel- und 10 Doppeltitel auf ITF-Turnieren.
Im April 2007 trat sie in Buenos Aires gegen Argentinien erstmals für Brasilien im Fed Cup an; ihre bisherige Bilanz weist 26 Siege bei zehn Niederlagen auf.
Im Juli 2013 erreichte sie als erste Brasilianerin seit 1990 einen Platz in den Top 100 der Weltrangliste. 2014 qualifizierte sie sich bei den Australian Open erstmals für das Hauptfeld eines Grand-Slam-Turniers, sie scheiterte jedoch in Einzel und Doppel jeweils in Runde eins. Bei den French Open überstand sie dann erstmals die Auftaktrunde.
Im Februar 2013 gelang ihr beim WTA-Turnier von Bogotá der Einzug ins Halbfinale. Ihren ersten Titelgewinn auf der WTA Tour feierte sie allerdings erst über zwei Jahre später bei ebendiesem Turnier, als sie Jaroslawa Schwedowa in zwei Sätzen besiegte. Beim Sandplatzturnier in Florianópolis gewann sie am 1. August 2015 ihren zweiten Titel mit einem Finalsieg über die Deutsche Annika Beck. Damit verbesserte sie sich mit Platz 48 im Einzel-Ranking erstmals unter die Top 50.

## Turniersiege

### Einzel
| Nr. | Datum              | Turnier          | Kategorie         | Belag     | Finalgegnerin           | Ergebnis        |
| --- | ------------------ | ---------------- | ----------------- | --------- | ----------------------- | --------------- |
| 1.  | 8. Oktober 2006    | Tucumán          | ITF $10.000       | Sand      | Vivian Segnini          | 6:2, 6:1        |
| 2.  | 22. Oktober 2006   | Santiago         | ITF $10.000       | Sand      | Mailen Auroux           | 4:6, 6:2, 6:3   |
| 3.  | 12. November 2006  | Itajaí           | ITF $10.000       | Sand      | Veronica Spiegel        | 4:6, 6:1, 6:1   |
| 4.  | 18. März 2007      | Athen            | ITF $10.000       | Sand      | Violette Huck           | 6:2, 6:1        |
| 5.  | 25. März 2007      | Amiens           | ITF $10.000       | Sand      | Audrey Bergot           | 7:5, 3:6, 6:1   |
| 6.  | 1. April 2007      | Foggia           | ITF $10.000       | Sand      | Rebeca Bou-Nogueiro     | 6:4, 6:3        |
| 7.  | 5. August 2007     | Campos do Jordão | ITF $25.000       | Hartplatz | Maria Fernanda Alves    | 6:4, 6:2        |
| 8.  | 19. August 2007    | Bogotá           | ITF $25.000       | Sand      | Frederica Piedade       | 7:62, 6:2       |
| 9.  | 7. Dezember 2008   | Buenos Aires     | ITF $10.000       | Sand      | Emilia Yorio            | 6:2, 6:1        |
| 10. | 3. Oktober 2010    | Arujá            | ITF $10.000       | Sand      | Vanesa Furlanetto       | 4:6, 6:4, 6:1   |
| 11. | 10. Oktober 2010   | Londrina         | ITF $10.000       | Sand      | Verónica Cepede Royg    | 6:4, 6:0        |
| 12. | 20. März 2011      | Metepec          | ITF $10.000       | Hartplatz | Amanda Fink             | 6:4, 6:4        |
| 13. | 3. Juli 2011       | Denain           | ITF $25.000       | Sand      | Valentyna Ivakhnenko    | 6:4, 6:3        |
| 14. | 13. Mai 2012       | Rosario          | ITF $25.000       | Sand      | Mailen Auroux           | 7:5, 7:65       |
| 15. | 21. Oktober 2012   | Sevilla          | ITF $25.000       | Sand      | Estrella Cabeza Candela | 4:6, 7:63, 7:65 |
| 16. | 4. November 2012   | Buenos Aires     | ITF $25.000       | Sand      | Amanda Carreras         | 6:1, 6:2        |
| 17. | 30. Juni 2013      | Périgueux        | ITF $25.000       | Sand      | Daniela Seguel          | 6:1, 6:4        |
| 18. | 7. Juli 2013       | Denain           | ITF $25.000       | Sand      | Alberta Brianti         | 6:4, 7:5        |
| 19. | 15. September 2013 | Mont-de-Marsan   | ITF $25.000       | Sand      | Pauline Parmentier      | 6:1, 6:4        |
| 20. | 22. September 2013 | Saint-Malo       | ITF $25.000       | Sand      | Pauline Parmentier      | 6:2, 6:1        |
| 21. | 29. September 2013 | Sevilla          | ITF $25.000       | Sand      | Florencia Molinero      | 7:65, 6:3       |
| 22. | 12. April 2015     | Medellín         | ITF $50.000       | Sand      | Verónica Cepede Royg    | 7:66, 6:1       |
| 23. | 19. April 2015     | Bogotá           | WTA International | Sand      | Jaroslawa Schwedowa     | 7:62, 6:1       |
| 24. | 1. August 2015     | Florianópolis    | WTA International | Sand      | Annika Beck             | 6:4, 4:6, 6:1   |

### Doppel
| Nr. | Datum             | Turnier          | Kategorie   | Belag        | Partnerin             | Finalgegnerinnen                       | Ergebnis          |
| --- | ----------------- | ---------------- | ----------- | ------------ | --------------------- | -------------------------------------- | ----------------- |
| 1.  | 11. November 2006 | Itajaí           | ITF $10.000 | Sand         | Yanina Wickmayer      | Fernanda Hermenegildo Monika Kochanová | 6:3, 6:3          |
| 2.  | 26. November 2006 | Córdoba          | ITF $10.000 | Sand         | Yanina Wickmayer      | Florencia Molinero Veronica Spiegel    | 7:5, 6:4          |
| 3.  | 25. März 2007     | Amiens           | ITF $10.000 | Sand (Halle) | Marcella Koek         | Monika Krauze Anna Savitskaya          | 6:1, 6:0          |
| 4.  | 26. Mai 2007      | Wien             | ITF $10.000 | Sand         | Nikola Hofmanova      | Katarina Poljakova Zuzana Zlochová     | 7:61, 6:3         |
| 5.  | 25. November 2007 | Sintra           | ITF $25.000 | Sand (Halle) | Nicole Clerico        | Joana Cortez Roxane Vaisemberg         | 6:4, 6:2          |
| 6.  | 29. November 2008 | Buenos Aires     | ITF $10.000 | Sand         | Fernanda Hermenegildo | Tatiana Búa María Irigoyen             | 6:3, 6:2          |
| 7.  | 3. Juli 2011      | Denain           | ITF $25.000 | Sand         | Verónica Cepede Royg  | Céline Ghesquière Elixane Lechemia     | 6:1, 6:1          |
| 8.  | 31. Juli 2011     | Campos do Jordão | ITF $25.000 | Hartplatz    | Fernanda Hermenegildo | Maria Fernanda Alves Roxane Vaisemberg | 3:6, 7:65, [11:9] |
| 9.  | 13. April 2012    | Pomezia          | ITF $10.000 | Sand         | Bianca Botto          | Benedetta Davato Anne Schäfer          | 7:63, 6:2         |
| 10. | 12. Mai 2012      | Rosario          | ITF $25.000 | Sand         | Nicole Rottmann       | Verónica Cepede Royg Luciana Sarmenti  | 6:2, 7:5          |

## Abschneiden bei Grand-Slam-Turnieren

### Einzel
| Turnier         | 2008 | 2009 | 2010 | 2011 | 2012 | 2013 | 2014 | 2015 | 2016 | 2017 | Karriere |
| --------------- | ---- | ---- | ---- | ---- | ---- | ---- | ---- | ---- | ---- | ---- | -------- |
| Australian Open | —    | —    | —    | —    | —    | Q1   | 1    | Q2   | 1    | Q2   | 1        |
| French Open     | —    | —    | —    | —    | —    | Q3   | 2    | 2    | 2    | —    | 2        |
| Wimbledon       | Q1   | —    | —    | —    | Q1   | Q2   | 1    | 1    | 1    | —    | 1        |
| US Open         | —    | —    | —    | —    | Q1   | Q1   | 1    | 1    | 1    | —    | 1        |

Zeichenerklärung: S = Turniersieg; F, HF, VF, AF = Einzug ins Finale / Halbfinale / Viertelfinale / Achtelfinale; 1, 2, 3 = Ausscheiden in der 1. / 2. / 3. Hauptrunde; Q1, Q2, Q3 = Ausscheiden in der 1. / 2. / 3. Runde der Qualifikation; n. a. = nicht ausgetragen

### Doppel
| Turnier         | 2014 | 2015 | 2016 | Karriere |
| --------------- | ---- | ---- | ---- | -------- |
| Australian Open | 1    | —    | 1    | 1        |
| French Open     | —    | —    | —    | —        |
| Wimbledon       | —    | —    | —    | —        |
| US Open         | —    | 1    | —    | 1        |